# Preston Bagot
Preston Bagot – wieś i civil parish w Anglii, w Warwickshire, w dystrykcie Stratford-on-Avon. W 2011 civil parish liczyła 127 mieszkańców. Preston Bagot jest wspomniana w Domesday Book (1086) jako Prestetone.